# Julius Kalling
Frans Julius Kalling, född 27 juli 1844 i Örebro, död 19 december 1922 i Örebro, var en svensk greve, ingenjör och kartritare.

## Utbildning
Julius Kalling var son till kaptenen greve Johan August Kalling (1800–1857) och Maria, född Eriksson (1810–1902), i Örebro samt bror till konstnären greve Gustaf Kalling. Julius Kalling blev elev och officersaspirant vid Karlberg i Solna. Han började sin militära utbildning redan som tonåring. Han blev kadett den 1 april 1862 och utgick som officer från Kungliga Krigsakademien den 11 september 1868.

## Amerikavistelser
Julius Kalling emigrerade i två omgångar till Nordamerika, första gången 1869, vid 25 års ålder, då han var kvar där under 1870 och andra gången var han bosatt i Förenta staterna åren 1883–1891. Under båda perioderna arbetade han som lantbrukare i Nordamerika. Två av hans bröder hade emigrerat till USA på 1860- och 1870-talen.

## Ingenjör vid Hjälmarens och Kvismarens sjösänkning 1877–1882
Tillbaka i Sverige var Kalling anställd som ingenjör vid Hjälmarens och Kvismarens sjösänkning åren 1877–1882. På 1880-talet sänktes Hjälmaren genom en sjösänkning med 1,9 m och 190 km2 land torrlades. 19 000 hektar odlingsjord tillskapades därigenom.

## Äktenskap

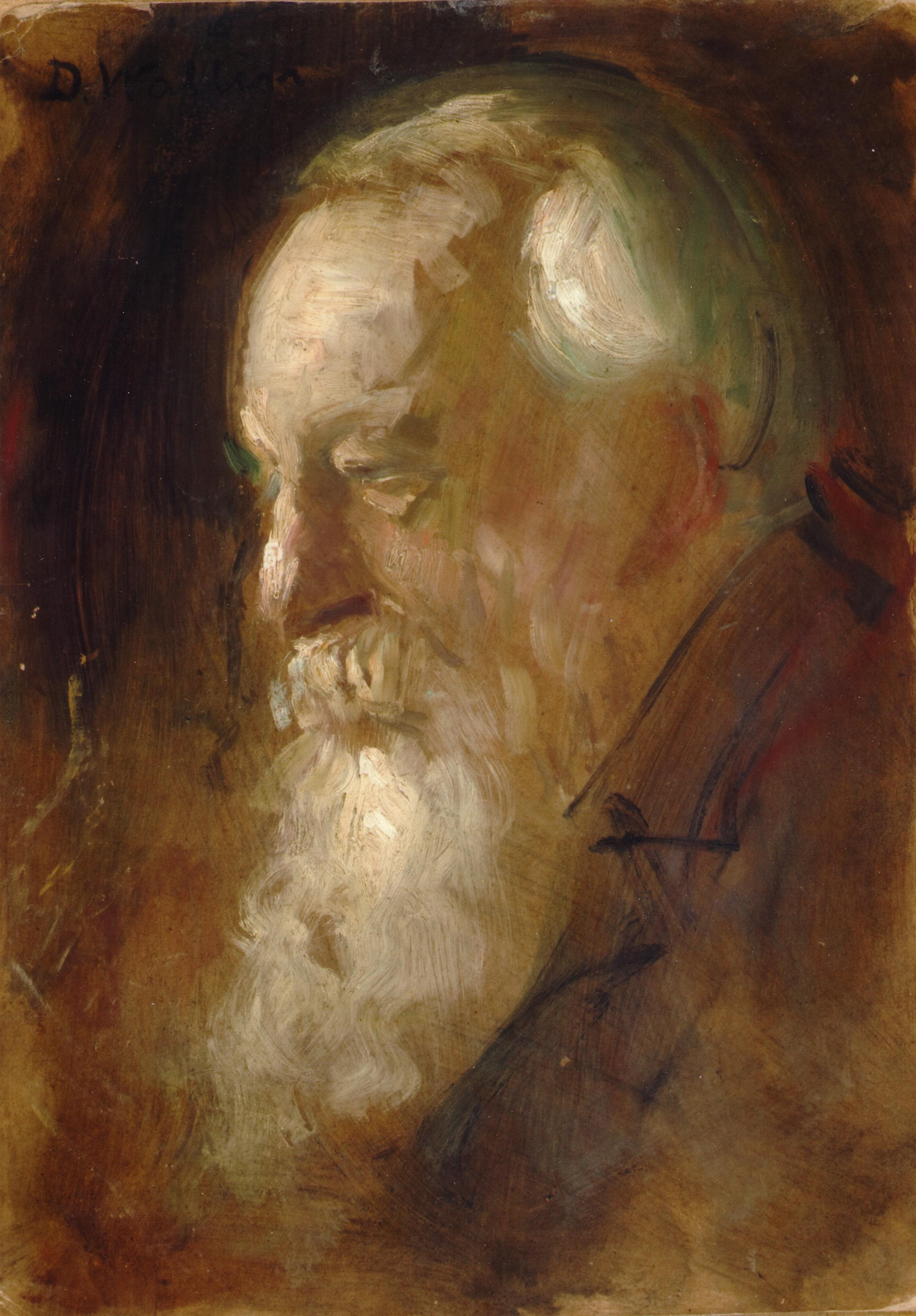
Julius Kalling omkring 1919. Porträttskiss i olja utförd av David Wallin.

Vid 39 års ålder gifte sig Julius Kalling 1883 i Örebro med Hilda Sandsten (1851–1914). Hon var dotter till Carl Wilhelm Sandsten och hans hustru Lovisa Molin. Makarna Kalling fick två döttrar födda i Amerika.

## Kartritare i Örebro
På nytt hemkommen från Amerika arbetade Julius Kalling som kartritare i Örebro från 1891.

## Kallingska gården

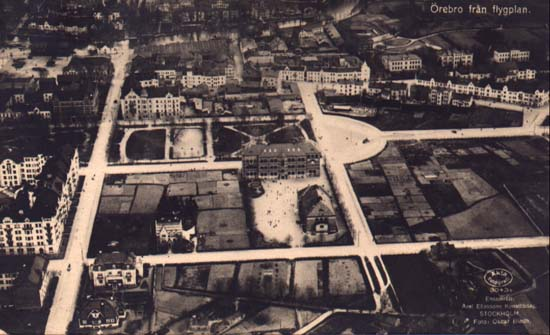
Flygfoto från 1920-talet över Stora Mobacken och Lilla Mobacken, Örebro.

Efter att Julius Kalling kommit hem från Amerika 1891 byggde han eget hus i Örebro, Lilla Mobacken eller Kallingska gården, där hans båda döttrar växte upp. Den låg utefter Mogatan och utgjordes av ett par hus och fanns kvar fram till mitten av 1980-talet. Dottern Viva Kalling (1885–1960) var gift med Valter Bratt. Dottern Margit Kalling (1891–1990) var gift Bergenström men frånskild.
Makarna Kalling är gravsatta på Almby kyrkogård i Örebro.

### Webbkällor
- Ättetavla familjen Kalling, Ättetavla G91, TAB.9.
- Sveriges ridderskaps och adels kalender / 1923 - fyrtiosjätte årgången / sidan 566, (1923)
- Vem är det : Svensk biografisk handbok / 1925 / Valter Bratt i Vem är det, Svensk biografisk handbok 1925
- Vem är det : Svensk biografisk handbok / 1933 / Valter Bratt i Vem är det, Svensk biografisk handbok 1933.
- Vem är det : Svensk biografisk handbok / 1943 / Valter Bratt i Vem är det, Svensk biografisk handbok 1943.
- Sveriges statskalender, 1925.
- Vem var det? / sidan 354 (1944) Supplement till Vemvardet?
- Porträttgalleri från Östergötland / sidan 579 (1937)